# Exorista unicolor
Exorista unicolor är en tvåvingeart som först beskrevs av Stein 1924.  Exorista unicolor ingår i släktet Exorista och familjen parasitflugor. Inga underarter finns listade i Catalogue of Life.